# Землевладение
Землевладе́ние — это обладание участком земли юридическим или физическим лицом на определенных основаниях (право собственности, право пользования и так далее).
Владельцем земли и её собственником, то есть землевладельцем, в свою очередь, является одно и то же лицо.

## Характеристика
Само понятие данного сложного слова является совокупностью всех случаев, когда владение землёй не отделено от права земельной собственности. В зависимости от определённой исторической формы земельной собственности различают крупное, среднее и мелкое землевладение, для которых характерен различный правовой режим. 
В Российской империи различалось землевладение казны, удельное землевладение, землевладение церквей, монастырей, городов, посадов, других учреждений и юридических лиц (обществ и компаний), частное помещичье (дворянское) землевладение, общинное, частное и надельное землевладение крестьян, частное землевладение фабрикантов, купцов, мещан и других лиц. 
Говоря о других странах, в Эфиопии, например, единственным собственником всех земель являлся император. Ему принадлежат также все подати и налоги с земли; а вся земля, в свою очередь, подразделяется на 4 вида (в зависимости от характера владения): земли короны (императорские или государственные), церковные, общинные и частновладельческие.

## История землевладения в России

### Государевы имения и вотчины
Землевладения царствующего императора как главы Императорского Дома управлялись удельным ведомством, которое было крупнейшим после казны землевладельцем Российской империи. Удельные имения в 1797 году имели площадь около 4 млн. десятин, в 1863 году – около 10 млн. дес., в 1897 году – около 8 млн. дес., что составляло 2 % от общей площади земли пятидесяти губерний европейской России.

### Дворянское землевладение
Допетровская эпоха
Традиционным для русского общества был принцип верховной собственности государства на землю. До середины XVII века только вотчинники обладали правом собственности на землю, хотя и для них существовали ограничения права отчуждения вотчины из рода. Право распоряжения вотчиной было закреплено за всем родом, отдельные представители которого наделялись лишь правом пользования и владения. Существовали, кроме того, жалованные вотчины, дававшиеся за выслугу.
В конце XV века в России возникла поместная форма землевладения. Поместья предоставлялись только за службу и при условии службы без права распоряжения ими. Во 2-й половине 16 века в России утвердился принцип: «Нет земли без службы». В XVII веке поместья занимали уже около 80 % всех земель Русского государства. Соборное уложение 1649 года расширило право владения поместьем: помещик сохранял право на часть земли после своей отставки и в случае смерти, то есть поместье приобретало наследственный характер, сближаясь с вотчиной. Поместья могли быть по именному указу проданы в вотчину. В последней четверти 17 века "перед землевладельцами открылась возможность покупать у казны в вотчину, т. е. в полную собственность, так называемые "дикие поля" в чернозёмных южных уездах".
Послепетровская эпоха
23 марта 1714 года выходит указ Петра I «О порядке наследования в движимых и недвижимых имуществах (О единонаследии)», приведший к правовому слиянию вотчин и поместий, распространив на последние принцип наследования. Таким образом, последние различия между поместьями и вотчинами были ликвидированы, и был установлен единый порядок распоряжения ими, но при условии службы помещика или при нахождении его в законной отставке. Указ Анны Иоанновны от 17 марта 1731 года вводил для вотчин и поместий единое наименование – недвижимое имущество, имение. Этим же указом отменялся майорат и восстанавливалось наследование согласно Соборному уложению 1649 года, причём родовое имение переходило только к наследникам по закону, а не к посторонним лицам. Манифест о вольности дворянства Петра III, обнародованный 18 февраля 1762 года, подтверждал право дворян на поместья, то есть закреплял ликвидацию условного характера помещичьего землевладения, превращая его в безусловную собственность. Вышедшая вслед за Манифестом о вольности дворянства «Жалованная грамота дворянству», от 21 апреля 1785 года, сформулировала различие наследственного и благоприобретённого имения: первым можно было распоряжаться только по закону, воспрещавшим отчуждать родовые имения из рода посредством завещания или дарения, последнее считалось в полной собственности приобретателя. В 1791 году бездетные помещики получили право полной свободы распоряжения своим (родовым) имением.

### Церковное землевладение
"В середине 16 века до трети всех населённых земель Русского государства находилось в распоряжении церковных феодалов. В Подмосковье также много сёл и деревень принадлежало монастырям-вотчинникам. Только в концу 16 века после решений церковных соборов 1580 и 1584 гг. дальнейшее расширение монастырского землевладения удалось приостановить. Однако ликвидировано было оно в результате секуляризационных мероприятий Екатерины II".

### Крестьянское землевладение
В длительном, фактическом бессрочном пользовании крестьян находились наделы, формально бывшие собственностью помещиков, государства или удельного ведомства. Леса, воды и недра в состав надела обычно не входили. Размеры наделов были таковыми, чтобы обеспечить потребности хозяйства, в том числе исполнение крестьянских повинностей перед собственником земли (например, уплату оброка). С 1860-х годов наделы стали принадлежать крестьянской общине или сельскому обществу, от которого крестьяне получали (только на мужские «души») землю для индивидуального пользования. В результате Столыпинской аграрной реформы 1906 года наделы стали закрепляться за крестьянами в частную собственность, а сельская община, как бывший коллективный собственник земли, постепенно упразднялась.
В 1877—1878 годах государству в России принадлежало 38,5 % земли, в собственности крестьянских общин было 33,6 %, у частных собственников — 23,8 %, остальное распределялось между уделами, учреждениями и юридическими лицами.

### Советский период
Декрет о земле от 8 ноября по н. ст. 1917 года провозглашал национализацию (помещичьей) земли и отмену частной собственности на землю. Однако отмечалось то, что земли рядовых крестьян и рядовых казаков не конфискуются. Земля переходила, согласно этому постановлению, в распоряжение волостных земельных комитетов и уездных Советов крестьянских депутатов.

## Современность
Владельцем земельного участка в Российской Федерации является лицо, обладающее одним из видов прав на земельный участок: 
- правом собственности;
- правом аренды;
- правом бессрочного пользования;
- правом пожизненного наследуемого владения.

### Правовой режим владения землёй в России
Согласно ст. 35 Конституции Российской Федерации — в России каждый вправе иметь в частной собственности землю. Это положение относится и к российским, и к иностранным физическим и юридическим лицам, поскольку Конституцией России закреплён принцип национального правового режима (то есть иностранные граждане пользуются теми же правами, что и российские). Имущественные и другие отношения, возникающие в области землевладения и земельного права, регулируются Земельным кодексом Российской Федерации.
Ограничения для нерезидентов
Несмотря на то, что иностранные граждане и юрлица могут совершать любые сделки с землей, российское законодательство устанавливает ряд ограничений:
- запрещено приобретать собственность земельные участки на приграничных территориях (Земельный кодекс Российской Федерации, глава 16 ст. 94-100).
- запрещено приобретать в собственность земли сельскохозяйственного назначения (Федеральный закон от 24 июля 2002 г. № 101-ФЗ «Об обороте земель сельскохозяйственного назначения», ст.3), разрешена только их аренда.
- предоставление земель, находящихся в государственной и муниципальной собственности, возможно только за плату (Земельный кодекс Российской Федерации, ст. 28, п.5)[16].